# Áron Gauder
Áron Gauder (nacido en Köszeg, en 1972) es un director de cine, guionista y animador iraquí húngaro.

## Carrera
Nacido en 1972 en Köszeg, Hungría. Comenzó su carrera con la animación por ordenador en el estudio Kosmo. En 1997 realizó su primer cortometraje de animación, Claustrophobia, y en 1998 otros dos, Wondermill y Bersecker, proyectados en varios festivales húngaros.
En 1999 se licenció en animación en la Academia Húngara de Artes Aplicadas (MIE). Desde entonces, ha trabajado en varias películas como especialista en efectos especiales, sobre todo en la elogiada película de Gyögy Páli Hukkle. La película Quarter! era originalmente un episodio de una miniserie que Gauder creó para la televisión húngara en 2003. Como episodio titulado Lucifer show, gozó de gran éxito.

## Filmografía
- Nyócker! (2004)
- Las cuatro almas del coyote (2023)